# Rudrini
Rudrini, es una tribu de arañas araneomorfas, pertenecientes a la familia Salticidae.

## Géneros
- - Mabellina Chickering, 1946
  - Nagaina Peckham & Peckham, 1896
  - Poultonella Peckham & Peckham, 1909
  - Pseudomaevia Rainbow, 1920
  - Rudra Peckham & Peckham, 1885